# 相小青
相小青（1943年12月—），江苏宝应人，中华人民共和国政治人物，曾任贵州省政协副主席，中国民主促进会中央委员会常务委员，贵州省委员会主任委员，第九届全国人大代表，第十届全国政协委员。